# Severance Hall

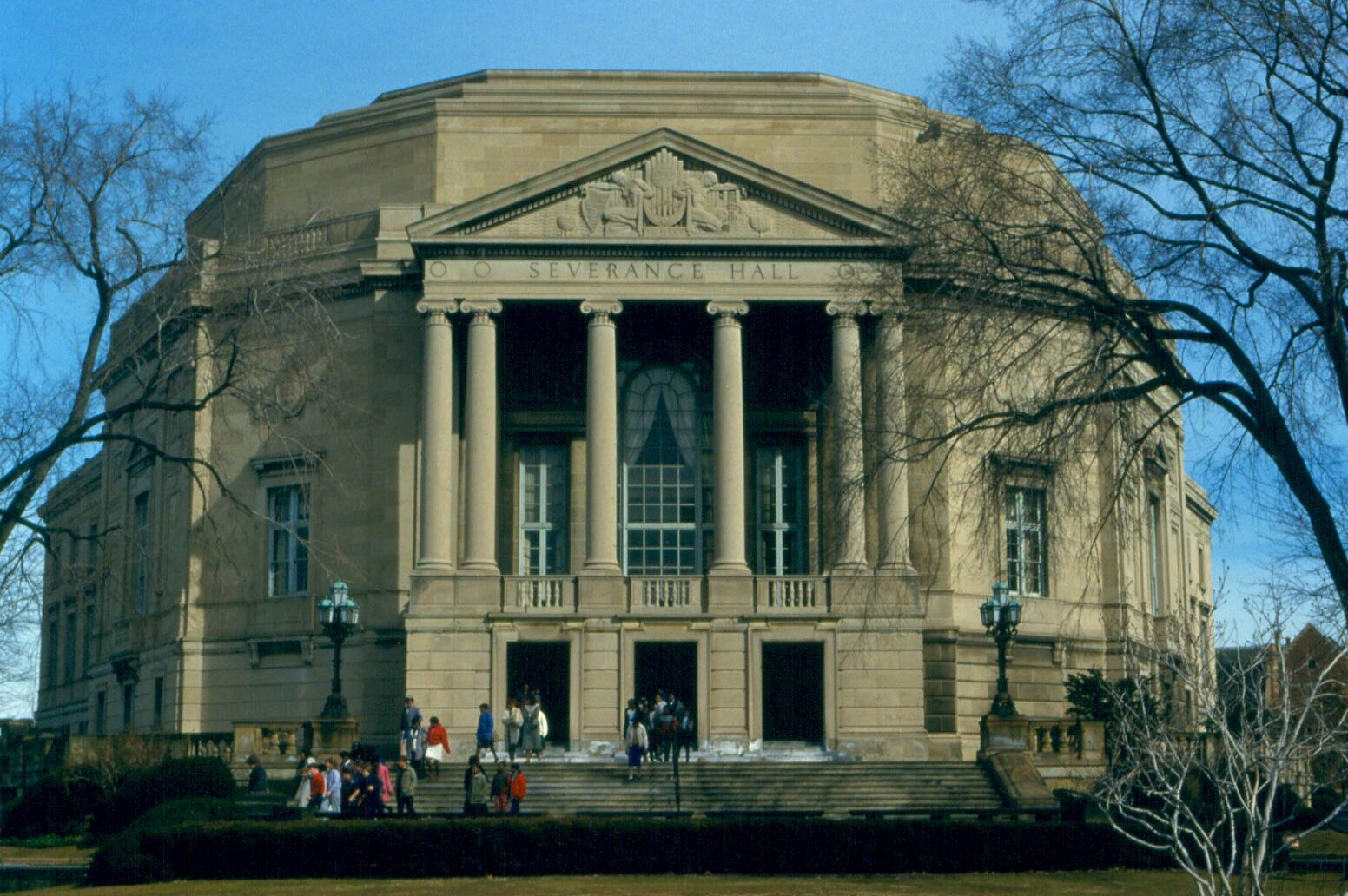

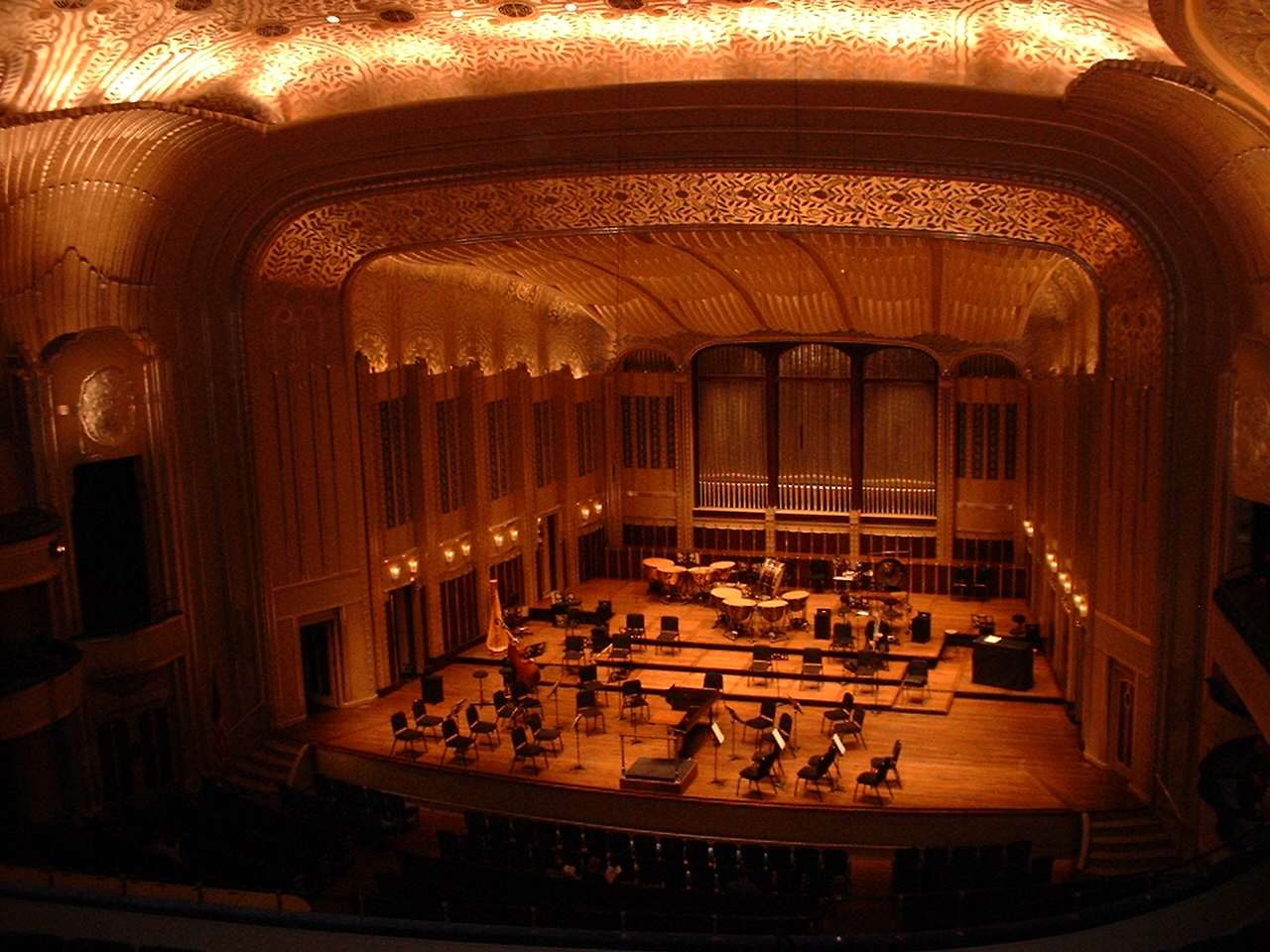

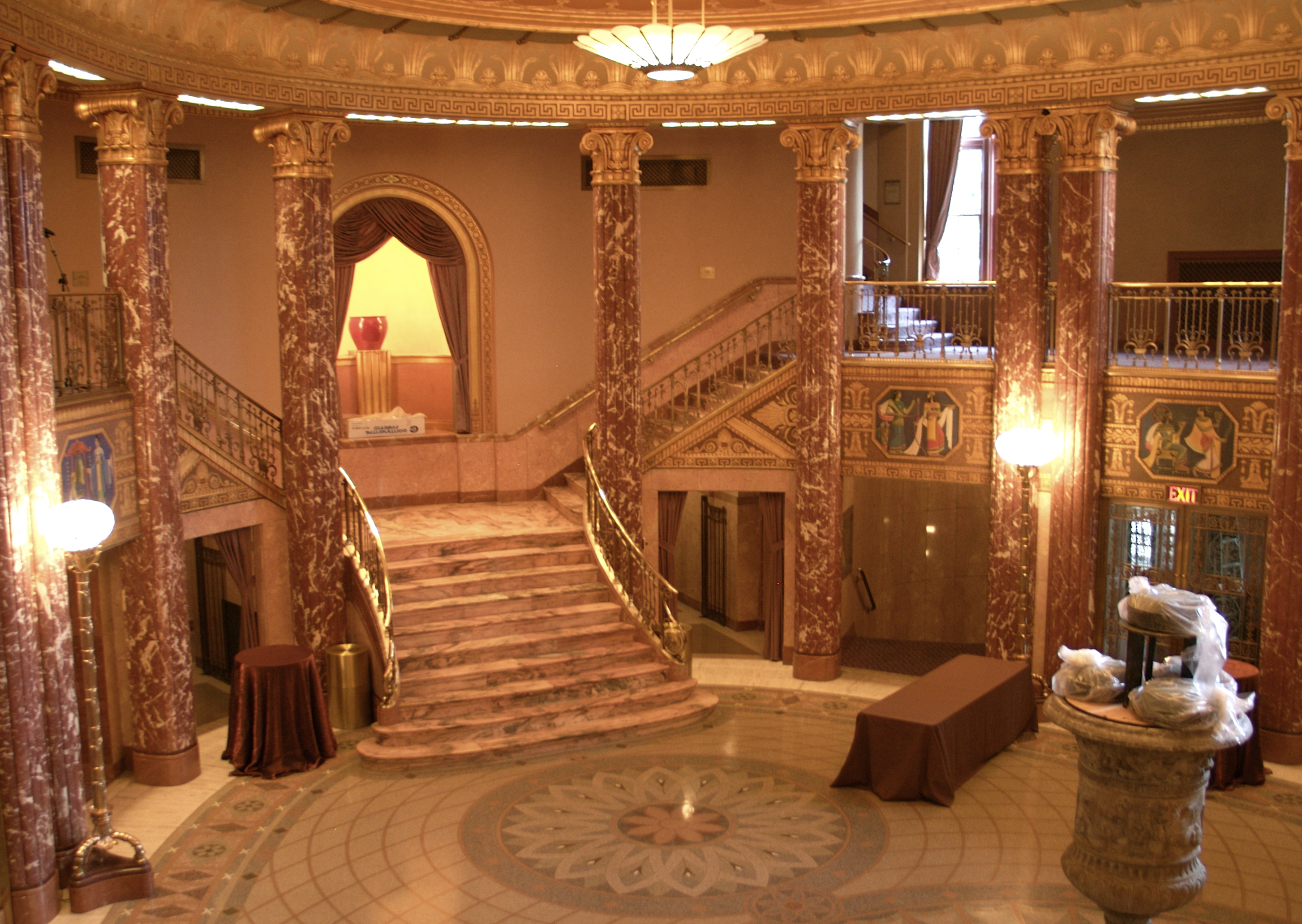

El Severance Hall es el edificio sede de la Orquesta de Cleveland —una de las Big Five—, construido en 1931-1932 en la ciudad de Cleveland, en el estado de Ohio. La sala de conciertos tiene capacidad para 2100 espectadores.
Previo a su residencia en el Severance Hall, la Cleveland Orchestra tocaba en el Grays Armory y luego en el Masonic Auditorium.
El impulsor y mayor donante fue John Long Severance, quien donó 1 000 000 $ para que llevara el nombre el de su recientemente fallecida esposa, Elisabeth Dewitt Severance. 
Pese a hallarse en plena Gran Depresión la construcción comenzó en 1929 y la nueva sala se inauguró el 5 de febrero de 1931.
El edificio se encuentra dentro del campus de la Case Western Reserve University, denominado University Circle. El exterior del edificio mantiene líneas clásicas mientras que el interior se ciñe al más frondoso art déco americano, con detalles egipcios, griegos y romanos especialmente destacables en el Bogomolny-Kozerefski Grand Foyer.
En 1958, el gran director de orquesta George Szell promovió la completa remodelación acústica de la sala de conciertos con la construcción de una campana acústica permanente. Desde entonces se la denomina en su honor The Szell Shell que en efecto logró la ansiada resonancia de la orquesta.
En 1998 se comenzó una renovación de la sala terminada en 2000 ganando el National Preservation Honor Award por renovar y respetar el concepto original delSzell Shell.
La sala aparece en la película Air Force One con Harrison Ford.